# Problème de la hiérarchie
 (février 2011).
Sa qualité peut être largement améliorée en utilisant un vocabulaire plus directement compréhensible.
 (août 2025).
Si vous disposez d'ouvrages ou d'articles de référence ou si vous connaissez des sites web de qualité traitant du thème abordé ici, merci de compléter l'article en donnant les références utiles à sa vérifiabilité et en les liant à la section « Notes et références ».
En physique théorique, le problème de la hiérarchie concerne la divergence considérable entre les propriétés de la force faible et celles de la force gravitationnelle. Il n'y a aucun consensus scientifique sur ses causes, par exemple pourquoi la force faible est 1032 fois plus intense que la gravitation ?

## Définition technique
Un problème de hiérarchie apparaît quand la valeur fondamentale d'un paramètre physique, tel qu'une constante de couplage ou une masse, dans un lagrangien est profondément différente de sa valeur mesurée (dite « effective ») lors d'une expérience. Ceci est dû au fait que la valeur effective est reliée à la valeur fondamentale par le principe de renormalisation, qui lui applique des corrections quantiques. En général, la valeur renormalisée des paramètres physiques est proche de la valeur fondamentale, mais dans certains cas, il arrive que la correction quantique donne un résultat incohérent avec cette valeur fondamentale. Les problèmes de hiérarchie sont liés aux problèmes d'ajustement fin.
L'étude de la renormalisation dans les problèmes de hiérarchie est difficile car de telles corrections quantiques divergent selon une loi de puissance, ce qui signifie que la physique à petite échelle est plus importante. Ne connaissant pas les détails précis de la physique à petite échelle (théorie de la gravité quantique), il n'est pas possible de savoir comment intervient l'annulation de grands termes dans la correction quantique. Par conséquent, les physiciens en sont réduits à postuler de nouveaux phénomènes physiques qui résoudraient les problèmes de hiérarchie sans utiliser d'ajustements fins.

## La masse du boson de Higgs
En physique des particules, le problème de la hiérarchie réside dans le fait de savoir pourquoi la force faible est 1032 fois plus intense que la force gravitationnelle. Ces deux forces impliquent des constantes de nature, la constante de Fermi pour la force faible et la constante de Newton pour la force gravitationnelle. En outre, si le modèle standard est utilisé pour calculer les corrections quantiques de la constante de Fermi, il apparaît que ladite constante est anormalement grande et devrait être plus proche de la constante de Newton ; à moins qu'il n'y ait une annulation délicate de la constante de Fermi et des corrections quantiques.

Diagramme de Feynman représentant l'annulation de la renormalisation de la masse quadratique du boson de Higgs entre la boucle du quark top fermionique et le scalaire du squark dans une extension supersymétrique du modèle standard.

Plus techniquement, la question est de savoir pourquoi le boson de Higgs est beaucoup plus léger que la masse de Planck : on s'attend à ce que les  contributions quantiques au carré de la masse du boson de Higgs lui donne une valeure énorme, comparable à l'échelle d'énergie à laquelle une nouvelle physique apparaît, à moins qu'il n'y ait une incroyable annulation par ajustement fin entre les corrections quadratiques radiatives et la masse simple.
Étant donné le problème de hiérarchie avec la masse du boson de Higgs, il est attendu que la nouvelle physique fasse une apparition au niveau des échelles d'énergie qui ne sont pas plus élevées que celle requises pour produire le boson de Higgs, et de cette manière, donner une explication pour sa petite masse.
La théorie la plus populaire, mais pas la seule proposée, pour résoudre ce problème de hiérarchie est la supersymétrie.  Elle explique comment une toute petite masse de Higgs peut exister malgré ces corrections quantiques en incluant un mécanisme mathématique qui supprime les divergences des corrections radiatives de la masse de Higgs.  Cependant, il est à ce jour impossible de comprendre pourquoi la masse de Higgs est si petite, ce qui est connu comme étant le problème du μ.
Une autre théorie populaire est le principe anthropique.

## La constante cosmologique
En cosmologie, les observations présentes favorisent un univers en expansion accélérée, ce qui implique l'existence d'une constante cosmologique minuscule, mais non nulle. C'est un problème de hiérarchie très similaire à celui du problème de la masse du boson de Higgs, dès lors que la constante cosmologique est aussi très sensible aux corrections quantiques. Il s'est cependant compliqué, à cause de la participation nécessaire de la relativité générale au problème et peut être un indice quant à ne pas considérer la gravité sur de longues distances (aujourd'hui comme la taille de l'univers). Tandis que la quintessence a été proposée comme explication de l'accélération de l'expansion de l'univers, elle ne résout pas le problème de hiérarchie de la constante cosmologique dans le sens de résoudre les grandes corrections quantiques.